# Église Saint-Maurice de Saint-Maurice-de-Gourdans
Pour les articles homonymes, voir Église Saint-Maurice.
L'église Saint-Maurice est une église catholique située en France dans la commune de Saint-Maurice-de-Gourdans, dans le département de l'Ain en région Auvergne-Rhône-Alpes.
Elle fait l'objet d'un classement au titre des monuments historiques depuis le 24 avril 1909.

## Présentation
Cette église romane date du XIIIe siècle. Au XVe siècle, quelques ajouts de type gothique ont été effectués. Enfin elle a été partiellement rénovée en 2003. L'église Saint-Maurice de Saint-Maurice-de-Gourdans fait l’objet d’un classement au titre des monuments historiques depuis le 24 avril 1909.